# Ulica Drewnicka w Warszawie
Ulica Drewnicka – ulica na osiedlu Kamionek, w dzielnicy Praga-Południe w Warszawie, biegnąca z przerwaniem ciągłości od ul. Rybnej do ul. Gocławskiej.

## Historia
Ulica Drewnicka powstała około roku 1928 w związku z rozbudową Fabryki Aparatów Elektrycznych Kazimierza Szpotańskiego działających od roku 1921 przy ul. Gocławskiej. Całą nieparzystą stronę ulicy wypełniła jedna z hal zakładów Szpotańskiego.
Krótko przed rokiem 1938 wybudowano gmach Biblioteki XX-lecia, ufundowany przez Kazimierza Szpotańskiego z okazji dwudziestolecia istnienia jego firmy, działającej od roku 1918 (początkowo w prywatnym mieszkaniu na nieistniejącej dziś ulicy Mirowskiej).
W okresie powojennym ulicę rozdzielono na dwa odcinki, włączając jej fragment do terenu znacjonalizowanej i działającej już jako Zakłady Wytwórcze Aparatury Wysokiego Napięcia ZWAR (dawnej fabryki Szpotańskiego).